# João Anes (arcebispo)
João Anes (ou João Eanes) (Tomar, em data incerta - Lisboa, 3 de Maio de 1402) foi o primeiro Arcebispo de Lisboa.

## Biografia
D. João Anes foi nomeado bispo logo após o assassinato do seu antecessor, o bispo D. Martinho, que o povo defenestrara por ocasião do cerco de Lisboa pelos Castelhanos, em 1383, por o achar de simpatias com o inimigo.
Em 1394, por uma bula do Papa Bonifácio IX, Lisboa foi elevada de simples bispado à condição de arcebispado, tendo por conseguinte D. João Anes tornado-se o seu primeiro arcebispo, ficando como metropolita das dioceses de Lamego, Guarda, Évora e Silves.
Participou ainda, dada a sua amizade com o rei D. João I, nas negociações de paz entre Portugal e Castela.
Em 1397, determinou ainda a criação de uma nova paróquia no Termo de Lisboa, por desmembramento de Sacavém e do Beato: a de Santa Maria dos Olivais. A criação da nova freguesia foi sancionada pelo Papa em 1401.